# قابوق أحمر الأزهار
قابوق أحمر الأزهار (الاسم العلمي:Ceiba rubriflora) هو نوع من النباتات يتبع جنس القابوق من الفصيلة الخبازية.